# Barrage de Supung
Le barrage de Supung  (en coréen 수풍댐, Sui-ho) est un barrage situé à la frontière de la  Chine et de la Corée du Nord, sur le fleuve Yalu. Il est associé à une centrale hydroélectrique de 765 MW.

## Historique

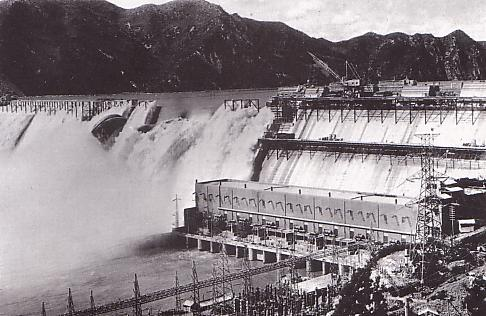
Le barrage de Sui-ho en construction en 1942.

Il a été construit entre 1937 et 1943 par l'empire du Japon en Corée alors occupée. Le barrage a été bombardé a trois reprises pendant la guerre de Corée en 1952, dans le but de perturber l’approvisionnement électrique de la Corée du Nord.
Il fait partie des trois barrages sur le Yalu, avec les barrages de Yunfeng et de Taipingwan.

## Présentation

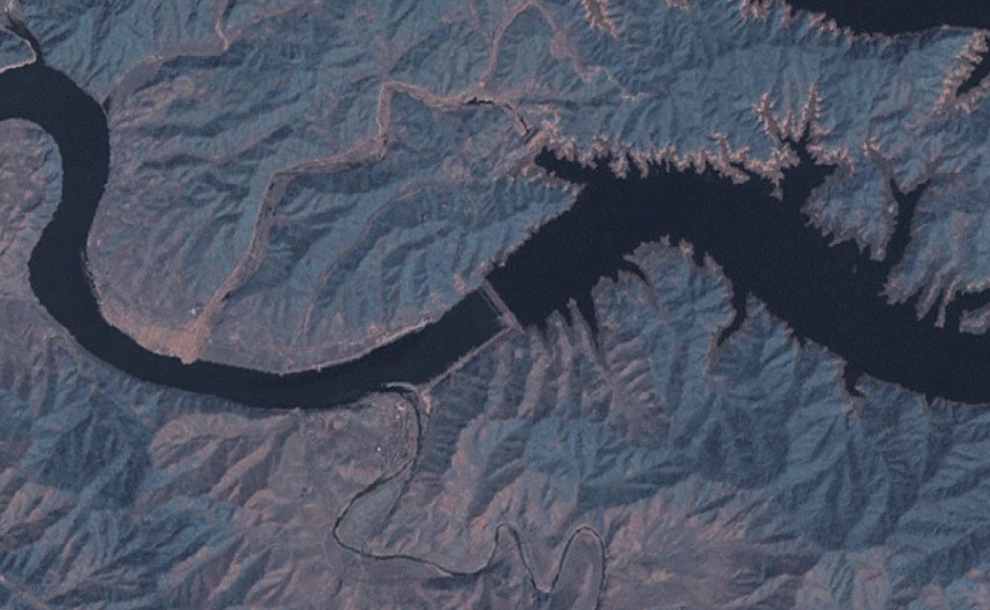
Le barrage au centre de l'image. Vue par un satellite Landsat de la NASA. La Chine est en haut, la Corée du Nord en bas.

Le barrage de Supung est représenté sur l'emblème de la Corée du Nord.